# Функционална депресија
Функционална депресија један је од облика измењеног понашања (који нема статус званичне медицинске дијагнозе), или термин који се користи за описивање људи лошег расположења, ниске животне енергије и анксиозности.
Особе са функционалном депресијом у спољњем свету углавном су продуктивни, веома успешни, али када им се заврши радни дан, они неконтролисано троше све „унутрашње ресурсе.” Већина особа са функционалном депресијом има дистимију (познату и као трајни депресивни поремећај), депресију ниског степена коју карактерише умор и недостатком енергије. То су особе које су углавном несрећне у животу, али не испуњавају дефиницију класичне депресије, која је тежи облик.
Веома је важно, да особа са функционалном депресијом потражи помоћ лекара, јер се овај поремећај успешно лечи. Како особе са функционалном депресијом вешто крију своју патњу, њима је најтеже да направе први корак, и признају себи и околини да им је помоћ потребна, што их још више увлачи у тегобе јер немају подршку средине, и све више постају усамљене у својој патњи.

## Опште информације о депресији
Депресија је најчешћи ментални поремећај у општој популацији. Представља озбиљно обољење чије су главне одлике утученост, потиштеност, клонулост психичке енергије. Истраживања показују да депресија најчешће остаје непрепозната, а самим тим и нелечива што има високу социјалну и економску цену (нпр 2/3 свих самоубистава извршавају депресивне особе).
У међународној класификацији болести депресија се сврстава у поремећаје расположења. Психијатри разликују неколико врста депресивних стања:
- рекурентни депресивни поремећај,
- дистимија,
- субсиндромска депресија,
- тешка депресивна епизода са психотичним симптомима,
- сезонска депресија.

## Функционална депресија
функционалном депресијом се последњих година бави све већи број истраживача, јер је утврђено да она утиче на квалитет живота тако што смањује човекову продуктивност, утиче на губитак интересовања и чини да се таква особа повлачимо и изолујемо од других људи и средине. 
Неке од карактеристика ове врсте депресије су 
- Стална забринутост за време и осећај пролазности времена.
- Особе као да нису довољно присутне, мисли им лутају и не могу да се опусте.
- Константно критикују себе услед високих очекивања и ниске продуктивности која је последица депресивног расположења нижег интензитета које се услед тога често игнорише.
- Почињање много послова истовремено или претрпаност обавезама које се споро и неефикасно извршавају. Иза таквог понашања се често крије празнина која настаје уколико особа остане сама са собом.
- Превише размишљања о прошлости или будућности која је увек песимистична.
- Ретко долази до ваљаних закључака јер је преплављена стањем у ком се налази а није у стању да сама пронађе излаз.

Такве особе често не препознају да имају проблем све док им не буде доста тог осећаја константне туге или док неки стресан догађај у њиховом животу не доведе до емотивног прегоревања. 
Како особе са функционалном депресијом вешто крију своју патњу, немају самим тим ни подршку, и нажалост постају усамљени у својој патњи.

## Терапија
То што код функционалне депресије не ради о класичној депресији и што поремећај који иде уз њу „одлази” не значи да таквој особи није потребна помоћ. Третман функционалне депресије је строго индивидуализован, а режим сваке особе ће се разликовати и може укључивати промене начина живота, терапију разговором и/или лекове.